# Сильвермастер, Хелен
Хелен Сильвермастер (англ. Helen Silvermaster, урождённая Елена Витте; 1899—1991) — американская шпионка русского происхождения, работавшая на СССР.

## Биография
Родилась 19 июля 1899 года в Российской империи. Её отец — барон Пётр Витте (1873—1952), был знаком через Сергея Витте с царём Николаем II и работал в качестве советника правительства Монголии, был начальником российской экспедиции по обследованию Монголии. После Октябрьской революции отец был арестован большевиками, но позже отпущен. После этого случая Елена переехала в Китай, где вышла замуж за колчаковского офицера и поэта Бориса Волкова (около 1923 года). Елена и Борис в 1924 году эмигрировали в Сан-Франциско, Калифорния, где в этом же году у них родился сын Анатолий. Но вскоре супруги разошлись; у Хелен начались отношения с американским экономистом Натаном Сильвермастером. Она вышла за Натана замуж в 1930 году, прожив с ним до его смерти в 1964 году.
В 1939 году они переехали в Вашингтон. Только здесь Хелена узнала о шпионской деятельности мужа, начав помогать ему, став участницей Silvermaster group; её кодовое имя было «Дора». Она работала в одном из вашингтонских книжных магазинов, занималась общественной деятельностью, была членом организаций American League for Peace and Democracy, Washington Committee for Aid to China и National Federation for Constitutional Liberties. Все эти организации имели отношение к Коминтерну и компартии США. После предательства Элизабет Бентли, Натан Сильвермастер находился под следствием, но осуждён не был. Он умер в 1964 году.
После смерти мужа Хелен переехала в город Beach Haven, штат Нью-Джерси, где умерла 22 декабря 1991 года.